# Gornji Srđevići
Pour les articles homonymes, voir Srđevići.
Gornji Srđevići (en serbe cyrillique : Горњи Срђевићи) est un village de Bosnie-Herzégovine. Il est situé dans la municipalité de Srbac et dans la république serbe de Bosnie. Selon les premiers résultats du recensement bosnien de 2013, il compte 501 habitants.

## Démographie

### Évolution historique de la population dans la localité
| 1948 | 1953 | 1961  | 1971 | 1981 | 1991 | 2013 |
| ---- | ---- | ----- | ---- | ---- | ---- | ---- |
| 906  | 937  | 1 057 | 922  | 760  | 608, | 501  |

|  |

### Communauté locale
En 1991, la communauté locale de Gornji Srđevići comptait 1 037 habitants, répartis de la manière suivante :